# Université Nantes aviron
L'université Nantes aviron (UNA) est un club français d'aviron, situé à Nantes, sur la rive droite de l'Erdre et en amont du pont de la Tortière, au pied de la faculté des sciences et techniques de l'université auquel il est attaché, au même titre que les écoles supérieures de l'agglomération nantaise.

## Présentation
Créé en 1985, l'UNA est le plus grand club d’aviron universitaire de France, et compte plus de 400 sociétaires chaque année[réf. nécessaire]. Il dispose d'un parc de matériel constitué de près de 150 bateaux de toutes catégories, d’une salle de musculation, ainsi que d’une salle d’ergomètres.

## Palmarès
Championnats de France
- Picut-Collet, en deux sans barreur
- Hamon, deux fois en Skiff
- Brunel-Hamon en deux sans barreur
- Le Moal-Le Moal, en deux de couple Féminin
- Brunel-Hamon, en deux de couple
- Picut-Collet-Hamon-Launay, en quatre sans barreur
- Etienvre-Robin en 2x criterium national 2015